# Ян Шэнь
Ян Шэнь (кит. трад. 楊慎, упр. 杨慎, пиньинь Yáng Shèn; 1488—1559) — китайский поэт и писатель минской эпохи.
Известен также под вторым именем (цзы) Юнсю (кит. упр. 用修, пиньинь Yòngxiū) и псевдонимами (хао) Шэнъань (кит. упр. 升庵, пиньинь Shēng'ān), Бонань-шань-жэнь (кит. упр. 博南山人, пиньинь Bónán Shān Rén, буквально: «Человек с горы Бонань»), Бонань-шу-ши (кит. упр. 博南戍史, пиньинь Bónán Shù Shǐ, буквально: «Историк гарнизона Бонань»). Почетное посмертное имя (ши) Ян Вэньсянь  (кит. трад. 楊文憲, упр. 杨文宪, пиньинь Yáng Wénxiàn).

## Биография
Ян Шэнь был родом из Синьду (провинция Сычуань). Его отец, Ян Тинхэ (杨廷和,) занимал одну из главных позиций в бюрократии Минской империи (член Имперского секретариата) в 1509 г, Генеральный секретарь — 1513 г). Сам Ян Шэнь в 1511 г. с отличием прошёл имперский экзамен на степень цзиньши, высшую степень в системе минских госэкзаменов, открывавшую ему дорогу к назначениям на ответственные посты в государственный аппарат.
Он стал членом Академии Ханьлинь, где участвовал в составлении истории царствия тогдашнего императора Чжэндэ (Чжу Хоучжао).
Первый брак Ян Шэня был коротким. Рано овдовев, в 1519 г он женился второй раз на 21-летней Хуан Э (黄峨; Huang E; 1498—1569; второе имя (цзы) Хуан Сюмэй (黄秀眉)), дочери другого высокопоставленного чиновника. Одарённая девушка получила хорошее образование, что было довольно необычно для той эпохи, и как и Ян Шэнь, слагала стихи.
Тем временем в Пекине назревал политический конфликт. Когда Чжу Хоучжао (император Чжэндэ) умер в 1521 г., не оставив наследника, его мандарины под руководством Ян Тинхэ вытащили его 14-летнего двоюродного брата, Чжу Хоуцуна из хубэйской глуши, и организовали его коронацию под титулом император Цзяцзин. Однако юный император, вместо того, чтобы чтить усопшего Чжу Хоучжао как отца родного и регулярно воздавать ему посмертные почести, решил посмертно возвести своих собственных родителей в императорское достоинство, и построить им императорский мавзолей на родине в Хубэе.
Не стерпев такого игнорирования правил императорской преемственности, Ян Тинхэ в 1524 г. отошёл от дел, а Ян Шэнь вместе с сотней других чиновников принял участие в протестах в Запретном городе против поведения молодого императора. Цзяцзину это вовсе не пришлось по душе, и он велел жестоко выпороть участников выступления, и сослать их на границы империи.
Место ссылки Ян Шэню было определено в западном Юньнане, недалеко от бирманской границы. Он провёл там более тридцати лет, пользуясь уважением местных деятелей культуры, и написав немало о природе, людях и обычаях этого края.
Особенно известно его эссе «Записке с горы Дяньцан» (点苍山志, Дяньцан шань чжи), написанное после восхождения в 1530 на эту гору близ города Дали.
После высылке Ян Шэня в Юньнань, его супруга Хуан Э (Хуан Сюмэй) жила главным образом в родовом поместье Янов в Сычуани, и руководила делами их клана. Супруги встречались лишь изредка, общаясь главным образом по почте. Их письма не сохранились, но стихи, которыми они обменивались, стали широко известны. Литературоведы до сих пор спорят об авторстве некоторых из стихов, приписываемых Хуан Э, подозревая, что на самом деле они написаны её мужем.

Картина Чэнь Хуншоу «Шэнъань украшает волосы цветами», XVII век, музей «Гугун», Пекин

Отражение в литературе, сценическом искусстве и живописи получил необычный для династии Мин поступок опального Ян Шэня — появление в обществе с цветами на голове. В частности, ему посвящена хранящаяся в музее «Гугун» картина Чэнь Хуншоу «Шэнъань украшает волосы цветами», считаюшаяся одним из лучших произведений художника в жанре фигуративной живописи.